# Please Don't Touch!
Albums de Steve Hackett
Voyage of the Acolyte
(1975) Spectral Mornings
(1979)
Singles
1. Narnia
Sortie : 1978
2. How Can I?
Sortie : 1978

Please Don't Touch! est le deuxième album en solo de Steve Hackett. Il est sorti en mai 1978 sur le label Charisma Records et fut produit par Hackett et John Acock .

## Historique
Il s'agit du premier album de Steve Hackett après son départ de Genesis l'année précédente. Son départ avait été motivé par le refus de sa pièce instrumentale Please Don't Touch - pièce-titre du présent album - par le reste du groupe, alors qu'il souhaitait son inclusion sur l'album Wind and Wuthering, à sa place Collins, Banks et Rutherford choisirent la pièce « Wot Gorilla ».
L'album a une belle brochette d'invités qui va de deux membres du groupe Kansas, Steve Walsh au chant et Phil Ehart à la batterie, Chester Thompson est également à la batterie, Richie Havens au chant, la voix magique de Randy Crawford, ainsi que le frère de Steve, John Hackett à la flûte traversière, aux claviers et pédales basse. Parmi les invités, on retrouve aussi Tom Fowler, bassiste pour Frank Zappa, Graham Smith de Van der Graaf Generator au violon, ainsi que John Acock, aux claviers et à la réalisation, qui est apparu sur d'autres albums de Steve Hackett et qui est malheureusement décédé en 2014.
Il fut enregistré en partie aux États-Unis, aux Record Plant Studios et aux Cherokee studios de Los Angeles et en partie à Londres aux studios Kingsway et De Lane Lea.
L'album contient deux références à la littérature : Narnia qui est basée sur le roman de C. S. Lewis Le Lion, la Sorcière blanche et l'Armoire magique, tandis que Carry on Up the Vicarage est un hommage à Agatha Christie. Cette chanson présente la voix de Hackett lui-même. Le chant pendant la majeure partie de la chanson consiste en une double ligne d'une voix artificiellement aiguë et d'une autre grave. Hackett a souvent utilisé des effets de distorsion similaires sur sa voix au cours de sa carrière solo. Les notes de pochette indiquent que l'orgue à tuyaux que l'on peut entendre sur la chanson est "l'orgue à tuyaux de Robert Morton, détruit depuis par un incendie aux studios Record Plant". Des parties de Please Don't Touch ont été enregistrées sur les lieux du Record Plant à Los Angeles; on sait que le Studio C a été détruit par un incendie au début de 1978. Mais quoique aucune information sur cet orgue ne semble être disponible ; il n'est pas répertorié dans la liste des opus de Robert Morton. C'est ici sur cet album que Steve a commencé à utiliser la guitare synthétiseur Roland GR-500. La pièce Kim est un hommage à son épouse de l'époque, Kim Poor, qui était aussi l'artiste qui illustrait les pochettes des albums de Hackett dont celui-ci. La pièce a été largement inspirée de l'œuvre de Érik Satie, Gymnopédie No 1.
Cet album se classa à la 38e place des charts britanniques et à la 18e place des meilleures ventes de disques en France. Please don't touch a été réédité en 2005 avec trois pièces bonus, une première version alternative de la pièce Narnia avec John Perry au chant, une version live de Lands of 1000 Autumns/Please don't touch et enfin une seconde version alternative de la chanson Narnia avec Steve Walsh au chant.

## Titres
- Toutes les chansons sont de Steve Hackett.

### Face 1
1. Narnia – 4:05
2. Carry on Up the Vicarage – 3:11
3. Racing in A – 5:07
4. Kim – 2:13
5. How Can I? – 4:38

### Face 2
1. Hoping Love Will Last – 4:23
2. Land of a Thousand Autumns – 1:38
3. Please Don't Touch – 3:39
4. The Voice of Necam – 3:11
5. Icarus Ascending – 6:27

### Titres bonus réédition 2005
1. Narnia (John Perry au chant) – 3:36
2. Land of 1000 Autumns/Please Don't Touch (live) – 7:53
3. Narnia (Version alternative avec Steve Walsh au chant) – 4:30

## Musiciens
- Steve Hackett : guitare électrique et acoustique, guitare synthétiseur Roland GR-500, claviers, mellotron, percussions, cloches, chant sur Carry on Up the Vicarage, chœurs sur (1, 3, 9, 10)
- John Hackett : flûte, piccolo, pédales basse Moog Taurus, claviers
- John Acock : claviers, ingénieur du son
- Dave Lebolt : claviers
- Tom Fowler : basse
- Graham Smith : violon
- Hugh Malloy : violoncelle
- Steve Walsh : chant sur Narnia , Racing in A et Narnia Alternate version 2
- John Perry : chant et chœurs sur Narnia Alternate version 1
- Richie Havens : chant sur How Can I? et Icarus Ascending, percussions
- Randy Crawford : chant sur Hoping Love Will Last
- Maria Bonvino : chant soprano sur Hoping Love Will Last
- Feydor : chant sur The Voice of Necam (Il s'agit ici d'une blague et d'un jeu de mots sur Fader)
- Dale Newman : chœurs sur Icarus Ascending
- Dan Owen : chœurs sur Icarus Ascending
- Phil Ehart : batterie, percussions (1, 3)
- Chester Thompson : batterie, percussions (2, 5-10)
- James Bradley : percussions

## Charts
| Pays        | Durée du classement | Meilleur classement |
| ----------- | ------------------- | ------------------- |
| Allemagne   | 1 semaine           | 49e                 |
| États-Unis  | 14 semaines         | 103e                |
| France      | 12 semaines         | 18e                 |
| Royaume-Uni | 5 semaines          | 38e                 |
| Suède       | 3 semaines          | 23e                 |